# Francesca Cuzzoni

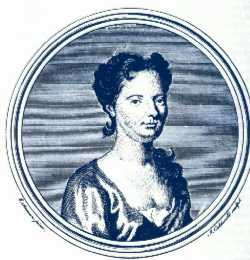
Francesca Cuzzoni

Francesca Cuzzoni (Parma, 2 de abril de 1696 – Bologna, 19 de junho de 1778) foi uma afamada soprano da Itália.

## Vida
Estudou com seu pai Angelo Cuzzoni, um violinista, e com Francesco Lanzi. Iniciou sua carreira em Roma em 1714 e cantou em várias cidades italianas. Viajou para a Inglaterra em 1722 e cantou em várias óperas de Händel, com enorme sucesso. Depois mudou-se para Viena em 1728, e em seguida voltou à Itália. Em 1733 retornou à Inglaterra cantando em óperas de Porpora, Hasse, Veracini e outros compositores. Poucos anos depois estava outra vez no continente, viajando por várias cidades. Em 1750 cantou em Londres pela última vez e foi presa por dívidas. Seus anos finais são obscuros e foram passados no continente. Enquanto esteve em seu apogeu foi uma das melhores cantoras da Europa.

## Cuzzoni como artista
Claramente, em seu auge, Cuzzoni era uma cantora e artista de primeira classe. O conhecido escritor de canto, Giovanni Battista Mancini, deu um brilhante testemunho de sua arte:
"É difícil decidir se ela se destaca mais em ares lentos ou rápidos. Um "triste nativo" permitia-lhe executar divisões com tanta facilidade que dissimulava a dificuldade. cantava, quando teve a oportunidade de desdobrar todo o volume de sua voz. Seu poder de reger, sustentar, aumentar e diminuir suas notas em graus diminutos lhe rendeu o crédito de ser uma completa mestra em sua arte. Seu trinado era perfeito : ela tinha uma fantasia criativa e um domínio do tempo rubato. Suas notas altas eram inigualáveis em clareza e doçura, e sua entonação era tão absolutamente verdadeira que ela parecia incapaz de cantar desafinada. Ela tinha um compasso de duas oitavas, C para C in alt. Seu estilo não era afetado, simples e simpático.
Quantz escreveu que "seu estilo de cantar era inocente e comovente" e que seus ornamentos "tomavam posse da alma de cada ouvinte, por sua expressão terna e comovente".